# Kokemäki
Kokemäki (szw. Kumo) – gmina w Finlandii, położona w południowo-zachodniej części kraju, należąca do regionu Satakunta.